# Rhamnidium dictyophyllum
Rhamnidium dictyophyllum är en brakvedsväxtart som beskrevs av Ignatz Urban. Rhamnidium dictyophyllum ingår i släktet Rhamnidium och familjen brakvedsväxter. Inga underarter finns listade i Catalogue of Life.